# Исен (посёлок)
Исен (яп. 伊仙町 Исэн-тё:) — посёлок в Японии, находящийся в уезде Осима округа Осима префектуры Кагосима. Площадь посёлка составляет 62,70 км², население — 6575 человек (1 августа 2014), плотность населения — 104,86 чел./км².

## Географическое положение
Посёлок расположен на острове Токуносима в префектуре Кагосима региона Кюсю. С ним граничат посёлки Токуносима, Амаги.

## Население
Население посёлка составляет 6575 человек (1 августа 2014), а плотность — 104,86 чел./км². Изменение численности населения с 1980 по 2005 годы:
| 1980 | 10 318 чел. |  |
| 1985 | 9826 чел.   |  |
| 1990 | 8821 чел.   |  |
| 1995 | 8151 чел.   |  |
| 2000 | 7769 чел.   |  |
| 2005 | 7255 чел.   |  |

## Символика
Деревом посёлка считается Ficus microcarpa, цветком — гибискус.